# El Himno de la perla

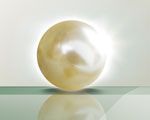
La valiosa perla, símbolo del alma en el Himno del Apóstol Judas Tomás.

El Himno de la perla, conocido también como Himno del alma, Himno de la Vestidura de Gloria, Canto de la Liberación, Canto de la perla o Himno del Apóstol Judas Tomás, es un breve poema alegórico de los primeros siglos del cristianismo, con claras reminiscencias de las parábolas de los evangelios - la parábola del hijo pródigo y la parábola de la perla de gran valor -, conservado en dos manuscritos del apócrifo neotestamentario de los Hechos de Tomás, uno es un manuscrito siriaco del siglo X y el otro, griego del siglo XI.

## Contexto
El conocido como Himno de la perla aparece en el Acto IX, capítulos 108 al 113 de los Hechos o Actos de Tomás. Es recitado por el apóstol cuando, realizando misión «en la región de los indios» (hindúes), ingresa en prisión, de ahí el colofón con que termina en la versión siriaca de este evangelio apócrifo: “Fin del himno que el apóstol Judas Tomás pronunció en prisión”.

## Argumento
En el Himno de la perla, un príncipe parto relata en primera persona, como si de una narración autobiográfica se tratara, cómo siendo muy joven es enviado por sus regios padres para lograr una difícil tarea: deberá ir al lejano Egipto para encontrar una perla preciosa que es custodiada por una peligrosa serpiente a la que debe arrebatársela.
Cuando el príncipe marcha para cumplir este encargo, deja atrás no solo el seguro y lujoso ambiente del palacio real de sus padres, sino también la suntuosa túnica que le confiere su identidad y dignidad principesca. Antes de partir, los padres realizan con el príncipe un pacto: si logra cumplir con lo solicitado, hacerse con la perla valiosa, recuperará su vestidura real y compartirá con su hermano mayor, la herencia del reino.
Se pone en marcha para el largo viaje, acompañado por dos guías que le dejan una vez llegados a tierras egipcias. Cerca ya de la serpiente pretende esperar a que se duerma para arrebatarle la perla. El príncipe continúa relatando cómo al principio se hallaba solo, procurando evitar a los egipcios y sus hábitos impuros, y aunque trata de no llamar su atención, es descubierto y, engañado por los mismos egipcios, toma de sus alimentos y por la pesadez de los mismos cae en un profundo sueño por el que olvida su hogar, su regio linaje y el propósito último por el que había emprendido su viaje.
Sus padres sabiendo su situación, le envían una carta en la que le recuerdan quién es y por qué se halla en aquellas lejanas tierras. Habiendo despertado gracias a esta misiva, el príncipe logra arrebatarle la perla a la serpiente sibilante. En el camino de regreso, recibe de parte de sus padres la hermosa túnica que se había despojado antes de su viaje y vestido nuevamente con ella, regresa a su hogar, el reino de sus padres, donde es recibido con regocijo y presentado ante el rey.

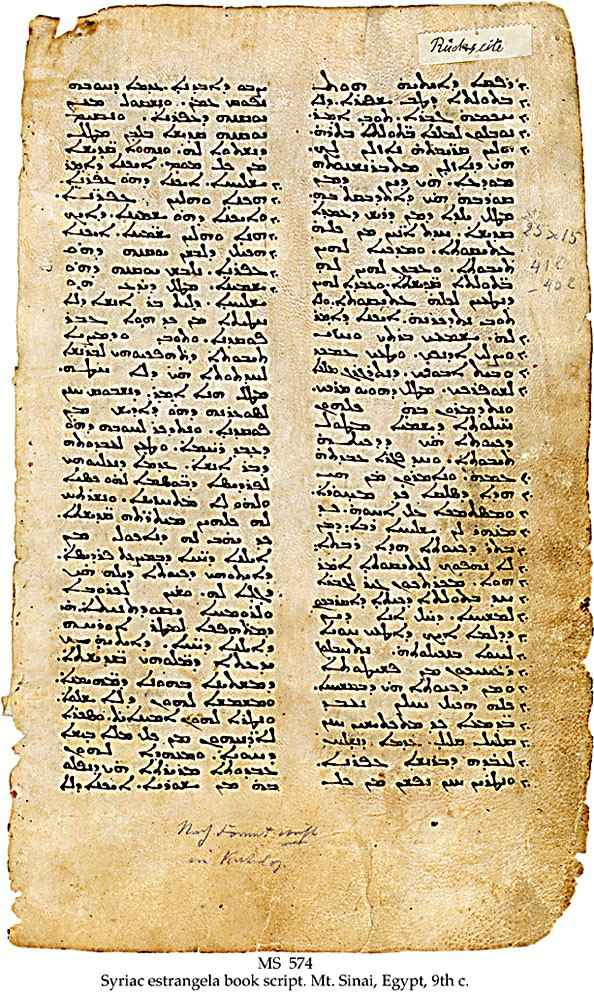
Manuscrito siríaco del s. IX. El Himno de la perla se encuentra en uno similar del, preservado en la Biblioteca Británica, BM Add 14645.

## Manuscritos
Solo en dos manuscritos, siriaco y griego, de los Hechos de Tomás se encuentra el llamado Himno de la perla.
El manuscrito siriaco se halla en la Bristish Library (BM Add 14645), está datado en el siglo X d. C., concretamente en el año 936, y es en verso. El otro manuscrito está escrito en griego, es en prosa y está fechado un siglo más tarde, en el siglo XI y actualmente en la Biblioteca Vallicelliana de Roma (B35).
En el manuscrito siriaco, el texto del Himno está precedido por un título: “Himno de Judas Tomás, el apóstol, que se encontraba en la región de los indios” y concluye con el siguiente colofón: “Fin del himno que el apóstol Judas Tomás pronunció en prisión”. En el manuscrito griego el título y el colofón no aparecen.
La lengua original del Himno es muy seguramente el siriaco y es considerado anterior en su elaboración a los Hechos de Tomás, es decir sería una interpolación realizada en el apócrifo neotestamentario, lo que viene avalado porque tanto en los manuscritos siriaco como griego, el alegórico poema viene introducido como un himno (madrashe) o salmo (psalmos).

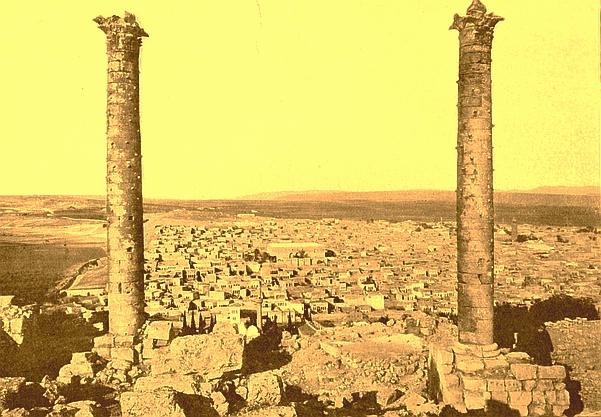
Fotografía del de las dos grandes columnas de Edesa, ciudad clave del cristianismo sirio de los primeros siglos.

## Fecha y lugar de composición
Probablemente el Himno de la perla fue compuesto, entre los siglos  II y III de nuestra era, señalándose el año 224 (año de la caída del imperio parto) como fecha límite tardía del momento de su composición, dada la mención de los partos que se hace en unos de los versos y redactado, por las referencias geográficas que en él se dan y el contexto histórico y sociológico en que surgió, en la región de Edesa, Mesopotamia.

## Significaciones y origen
El Himno de la perla ha sido considerado como alegoría religiosa, himno de uso litúrgico o madrashe, narración épica y poema didáctico. También se ha señalado su posible condición de midrás cristiano de parábolas evangélicas: la parábola del hijo pródigo (Lc. 15:11-32) y la parábola de la perla de gran valor (referida en Mt 13:45-46 y en el Evangelio de Tomás, Logión 76).
Se ha considerado al filósofo y escritor sirio del siglo II Bardaisan de Edesa o a un poeta bardaisanita, como probable autor del Himno y, aunque recientes investigaciones sugieren que el autor era nativo de Mesena, al sur de Babilonia, y su lenguaje original era el arameo oriental y no el siriaco, esta cuestión está todavía por dilucidar.
Asimismo, el Himno ha sido relacionado también con el entorno del maniqueismo, aún dentro de un contexto gnóstico y, por último, también se ha apuntado su posible origen en ancestrales leyendas de carácter dualista y sincrético de la cultura irania.
En todo caso, muy prontamente, buena parte de los estudiosos y eruditos del Himno señalaron o sugirieron las fuentes gnósticas del cristianismo primitivo como origen del mismo. Y es que en este alegórico poema es expresada, con el ropaje del simbolismo, la soteriología gnóstica que contempla en el hombre la presencia de una chispa, esencial o anímica, que proviniendo del ámbito de lo divino y sometida en este mundo al destino, al nacimiento y a la muerte, puede y necesita ser despertada por la contraparte divina del ser humano - por medio de la Gnosis o Conocimiento introspectivo de lo divino que hay en su interior - recordando su naturaleza original, para ser finalmente reintegrada con su primigenia pureza, al lugar de donde procede.
El Himno de la perla de los Hechos de Tomás conforma, junto con el Evangelio de Tomás y el Libro de Tomás el Contendiente (o Libro de Tomás el atleta), lo que se ha venido en denominar literatura tomasina, adscrita a la escuela o corriente tomasina del primitivo cristianismo sirio.
En estos textos y muy especialmente en el Himno de la perla, aflora el sentimiento de extranjería en este mundo que se traduce en una llamada a la búsqueda de la verdadera e íntima identidad trascendente para, por medio de este esfuerzo, acercarse a un conocimiento del Padre.

### Elementos simbólicos del Himno
Destacan:
El Padre, el Rey de Reyes; La Madre, la Soberana de Oriente, el Hijo, el más cercano en rango:
Las regias figuras paternales del príncipe buscador de la perla, junto con su hermano, el hijo de aquellos, expresan, en un sentido, la Divina Trinidad -Padre, Hijo y Espíritu Santo- tal como era explicitada por algunas corrientes del gnosticismo y cristianos proto-ortodoxos sirios de los primeros siglos. En la primitiva literatura cristiana siriaca, el Espíritu Santo era considerado de naturaleza femenina toda vez que el sustantivo que lo significaba, viento o aire, es de género femenino (como ocurre en hebreo, Ruach). Por ello el Espíritu Santo en los antiguos evangelios siriacos, en Efrén de Siria y en Afraates, «el sabio persa» (quien también lo denomina "Madre"), es designado, casi siempre, en forma femenina.
La Perla
Desde la perspectiva soteriológica referida, la perla del Himno sería en sí misma esa chispa o principio anímico divinal en todo ser humano (por ello la denominación de Himno del alma) que encontrándose caída en el mundo denso, debe ser rescatada, salvada (-por el príncipe- simbolizándose en ello el mito gnóstico del Salvador salvado).
La Carta
La carta, simbólica expresión del conocimiento salvador o gnosis de la verdad, que le recuerda al príncipe lo que ya estaba escrito en su corazón, y por medio de la cual, despertando, se hizo posible que rescatara la perla de su alma y recibiera nuevamente la túnica o vestidura de gloria.
La Túnica o Vestidura de Gloria
La túnica o vestidura de gloria presenta diversos posibles significados. Por un lado, alegoriza los aspectos más elevados del propio ser interior, la propia dignidad íntima y transcendental que confiere, al reintegrarse con ella en el camino de regreso a la Casa o Reino del Padre, la perfecta completitud y libertad. En otro sentido ha sido explicada como una simbólica alusión al cuerpo espiritual y cuerpos celestiales, que menciona el apóstol San Pablo (1 Co. 15:44 y 1 Co. 15:40)  y muestra, así mismo, una afinidad muy estrecha con la Vestidura de Luz que es referida en diversos pasajes de la Pistis Sophia (obra gnóstica de ca. s. III n.e.).
La serpiente sibilante
La serpiente sibilante, en el contexto del Himno, alegoriza las fuerzas contrarias del error y la ignorancia que, dentro del propio individuo y fuera de él, en el mundo, se oponen a que pueda poseer la perla de su alma (-pues se tiene alma, mas no se posee: “en vuestra paciencia poseeréis vuestras almas”, Lc 21:19).

## Extracto del Himno de la Perla
Este es un extracto del Himno:

"Cuando era un niño

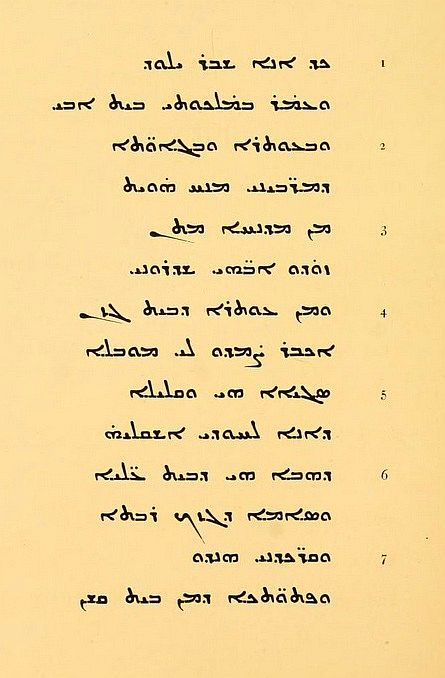
Primeras estrofas en siriaco del Himno de la Perla de los Hechos de Tomás. De la obra "Apocrypha Anecdota, Second Series, Texts and Sudies contributions to Biblical and Patristic Literature, “The Hymn of the Soul” contained in “The Syriac Acts of St. Thomas” de Anthony Ashley Bevan, editado por J. Armitage Robinson, University Press Cambrigge, 1897. El siriaco, al igual que el hebreo y el árabe, se escribe de derecha a izquierda.

vivía en mi reino en la casa de mi padre, 

y en la opulencia y abundancia

de mis educadores me solazaba, 

cuando mis padres me equiparon 

y enviaron desde el Oriente, nuestra patria".
[...]
Hicieron conmigo un pacto y

lo escribieron en mi corazón

para que no lo olvidara: 

" Si desciendes a Egipto

y logras traer la perla única, 

la que está en el fondo del mar, 

cerca de la serpiente sibilante, 

[entonces] vestirás de nuevo tu túnica brillante 

y la toga que cae por encima de ella, 

y con tu hermano, el más próximo a nuestro rango, 

serás heredero de nuestro reino."
[...]
"Llegué a Egipto y 

mis compañeros se separaron de mí. 

Fui directo a la serpiente, 

y acampé cerca de su morada, 

esperando que la pudiera el sueño 

y se durmiera y así 

poder arrebatarla mi perla. 

[...]

Olvidé que era hijo de reyes, 

y serví a su rey. 

Olvidé la perla

por la que mis padres me habían enviado

y, a causa de la pesadez de sus alimentos, 

caí en un profundo sueño.
Pero esto que me acaecía

fue sabido por mis padres y se apenaron por mí

[...]

Me escribieron una carta y

cada noble puso su firma en ella:
"De tu padre, el Rey de reyes, 

y de tu madre, la Señora de Oriente, 

y de tu hermano, nuestro más cercano en rango, 

para ti nuestro hijo, que está en Egipto, ¡Saludos! [¡Paz!]
¡Despierta y levántate de tu sueño, 

y escucha las palabras de nuestra carta!
¡Recuerda que eres hijo de reyes! 

¡Mira la esclavitud en que has caído! 

¡Recuerda la perla por la que 

fuiste enviado a Egipto!
Piensa en tu túnica resplandeciente

y recuerda tu gloriosa toga, 

con la que podrás vestirte y engalanarte

cuando tu nombre sea leído en el 'Libro de los Valientes' [Héroes], 

y junto con tu hermano, nuestro virrey, 

estarás en nuestro reino."
[...]
A su voz y al sonido de sus murmullo

me desperté y me levanté de mi sueño.
La tomé y la besé, rompí su sello y la leí

y las palabras de mi carta, 

eran lo mismo que estaba grabado en mi corazón.
Recordé que era hijo de reyes 

y que mi naturaleza libre buscaba su linaje. 

Recordé la perla

por la que había sido enviado a Egipto, 

y comencé a encantar 

a la terrible serpiente sibilante.
[...]

Y le arrebaté la perla, 

y emprendí la vuelta a la casa de mis padres.
[...]
Y mi túnica brillante [vestidura de luz],

que yo me había quitado,

y mi toga que la revestía,

desde las cumbres de Hyrcania

mis Padres me la enviaron...
[...]
Me vestí con ella y fui elevado 

a la Corte de la Paz y de la Adoración,

incliné mi cabeza

y adoré el Esplendor de mi Padre

que me la había enviado,

porque yo había cumplido sus Mandamientos,

y Él también su promesa.

[...]
Extracto del Himno de la perla de los Hechos de Tomás, Acto IX, capítulos 108-113.

## Legado e influencia
Debido seguramente a la interrelación de cristianos sirios con círculos musulmanes sufíes en el Bagdad de finales del Califato Abasí (siglo XIII), el Himno de la Perla trascendió, aunque adaptado y con diferente exposición teológica, a la literatura islámica en árabe (el primer manuscrito en el que aparece es del siglo XV) y, en siglos posteriores, al persa, turco y urdu.
El Himno de la Perla es una de la más reconocidas creaciones poéticas escritas en siriaco que continúa siendo motivo de profundos estudios eruditos, filosóficos y exegéticos.
La sobria belleza de su texto expresa como pocos otros, el arquetípico mito universal del olvido y del recuerdo: la necesidad del individuo de volver en sí mismo para recordar quién es, su naturaleza original, de dónde viene, y cual es su destino, si despierta, para su esencia real.